# У том Сомбору
У том Сомбору је српска (војвођанска) тамбурашка песма.
Једна је од најпознатијих тамбурашких староградских мелодија. Одликује се по томе што је прилично стара песма и пева се на локалном дијалекту, а не на стандардном српском језику. Тако на пример наслов песме постаје У тем Сомбору.

## Текст
Постоји неколико варијанти текста ове песме. Оно што се најчешће може чути је следеће:
У том Сомбору, свега на вољу,
свега има, то истина,
па и жене пију вина
у том Сомбору.
Од како је тај артерски бунар,
од тог доба грах се кува,
а шунка се боље чува,
у том Сомбору.
Од тог доба наше снаше
заволеше тамбураше,
у том Сомбору.
Женићу се ја, жена ми треба
која знаде свашта радит’,
а ја ћу се господарит’
у том Сомбору.
Друга верзија песме такође укључује следећу строфу (која би дошла после прве изнад):
Сомборске жене, све су поштене,
још на сокак нису зашле,
а другога већ су нашле,
сомборске жене.